# Cheilotrichia staryi
Cheilotrichia staryi är en tvåvingeart som beskrevs av Mendl 1973. Cheilotrichia staryi ingår i släktet Cheilotrichia och familjen småharkrankar. Inga underarter finns listade i Catalogue of Life.